# 高柳明音
高柳明音（日语：／ Takayanagi Akane */?，1991年11月29日—）是日本女藝人，為女子偶像團體SKE48 Team KII前成員，曾為Team KII隊長，曾兼任姐妹團體NMB48 Team BII，愛知縣名古屋市出身，所屬經紀公司為愛貝克思娛樂。2009年以SKE48二期生身分出道。2021年4月30日自SKE48畢業，以演員為活動重心。

## 經歷
2009年3月29日，於SKE48第二期徵選中合格。4月25日，在AKB48演唱會「神公演預定」中，代表首次披露的Team KII的成員們第一次出場。6月13日，在SKE48劇場的「Team KII 1st Stage「想見你」公演」中正式於劇場出道。
2010年3月24日發行的SKE48第2張單曲《藍天下的單相思》，首次成為選拔成員。6月9日，在「AKB48第17張單曲選拔總選舉」中得到了第35位，進入Under Girls選拔，是Team KII在這次總選舉中唯一進入前40名的成員。6月10日，成為Team KII的隊長。
2011年6月9日，在「AKB48第22張單曲選拔總選舉」中得到了第23位，進入Under Girls選拔。
2012年3月25日，於「業務連絡。拜託了，片山部長！ in埼玉超級競技場」中發表從AKS移籍到愛貝克思娛樂。5月23日發行第AKB48第26張單曲《仲夏的Sounds good！》，首次進入AKB48單曲選拔名單。6月6日，於「AKB48第27張單曲選拔總選舉」中得到了第24位，進入Under Girls選拔。7月11日，正式移籍到愛貝克思娛樂。
2013年4月6日，個人冠名廣播節目《高柳明音（SKE48）的心照不宣》開始播出。6月8日，於「AKB48第32張單曲選拔總選舉」中得到了第23位，進入Under Girls選拔。11月20日，個人冠名節目《高柳明音（SKE48）的「請給我一雙翅膀」》開始播出。
2014年2月24日，於DiverCity東京舉辦的「AKB48集團大組閣祭」中，獲宣布兼任NMB48 Team BII。2月28日，開設個人官方網站，為SKE48成員的首例。3月8日，“TOKYO FM「高柳明音（SKE48）的心照不宣」presents 初！寫真展 高柳明音(SKE48)開始展出。至同月18日展出期間的參觀人數超過1.3萬人。6月7日，於「AKB48第37張單曲選拔總選舉」中得到了第31位，進入Under Girls選拔。
2015年5月22日，出演Team BII「引體後翻」公演後結束NMB48兼任活動，專任SKE48。6月6日，於「AKB48第41張單曲選拔總選舉」中獲得52,609票，得到第14名，第一次成為總選舉的單曲選拔成員。7月18日上映的電影《淨靈偵探》（浄霊探偵），為高柳首次主演電影。9月29日，發行首本個人寫真集《Churi》。
2016年4月21日，表示接受了切除聲帶結的手術。6月18日，於「AKB48第45張單曲選拔總選舉」中以33,176票，獲得第20名，成為Under Girls的一員。
2017年6月17日，於「AKB48第49張單曲選拔總選舉」中以38,576票，獲得第15名。
2018年6月16日，於「AKB48第53張單曲世界選拔總選舉」以37,773票，獲得第18名，成為Under Girls的一員。
2019年10月5日，在「劇場出道11周年特別活動前夜祭」中宣布畢業
2020年3月4日，發行畢業寫真集《總有一天想起來的事情。》（いつか、思い出したいこと。）。3月15日，原定在橫濱體育館舉行畢業演唱會，因嚴重特殊傳染性肺炎疫情影響而延期。
2021年4月10日，於名古屋市綜合体育館舉行畢業演唱會「SKE48 Arena演唱會 in 日本礙子會館 我的跡象、大家的跡象～明音祭！～」。4月26日、27日，在SKE48劇場舉行畢業公演「彈珠汽水的飲用方法」。4月30日，正式從SKE48畢業。11月29日，在30歲生日當天，開設官方粉絲俱樂部。
2025年4月29日，推出了數位單曲《繁星流轉之夜想念你》（星、流れる夜に君を想う）。此外，預定於夏季發行第一張單曲。

## 人物
- 喜愛鳥類[48]。暱稱「Churi」是以自己所飼養的小鳥的聲音來取名的[49]。
- 養了5隻鸚鵡，名字分別是、[50]，是以點心當作取名字的靈感[49][51]。
- 有懼高症[52]與貧血[53]。
- 小學時有打過棒球[54]。
- 為棒球隊中日龍以及女子團體Perfume的粉絲[55][56]，其中中日龍喜歡的球員為井端弘和[57]。
- 在去國外公演前，一直認為日本以外的國家全都是美國[58]。
- 很容易睡著。不時會不自覺打嗑睡，即使是在工作忙碌地準備中。本人更說過“只要鑽進布團裡頭，閉目想著【睡覺！】的咒語就能立即睡著”。
- 性格方面是個熱血的人[59]，在每次公演前的圓陣中進行指揮，並且在部落格中總是會激昂的討論Team KII以後的事[60]，並且有強烈的責任感與活潑開朗的性格[61][59]。
- 有學習過料理[58]，是其特技之一，得意料理是茶碗蒸[62]、菓子[63][64]，但是對打掃與清潔卻意外的不行[62]。
- 興趣是和小鳥們一起玩耍以及作料理[65][2]，但於澳門公演晚宴時，看到「燒鳥」（實際上是燒乳鴿）便大哭了一場。

### SKE48相關
- 在SKE48劇場中使用的Catch Phrase（自我介紹詞）是「今天也來Churi鳥類觀測〜從天而降的小小鳥，我是暱稱為Churi的高柳明音。」（今日もちゅりをバードウォッチング〜天から舞い降りた小鳥ちゃん、ちゅりこと高柳明音です。）[2]
- 在其他成員生日的時候，會送成員手工製菓子[66]。
- 為第6號SKE48二次元同好會的會員[67]。
- AKB48的成員中最尊敬的前輩是高橋南[68]。

## 音樂作品
單曲
- 繁星流轉之夜想念你（星、流れる夜に君を想う；2025年4月29日；作詞：高柳明音，作曲・編曲：俊龍）

## 參與歌曲
- 標註有「★」符號者表示該首歌曲有拍攝MV。

### 單曲CD
SKE48
|      | 發行日期       | 單曲名稱            | 參與歌曲名稱         | 名義                | 收錄於        | MV | 備註                        |
| ---- | -------------- | ------------------- | -------------------- | ------------------- | ------------- | -- | --------------------------- |
| 2nd  | 2010年03月24日 | 藍天下的單相思      | 藍天下的單相思       |                     | 全版本        | ★  | A面曲 出道作品 首次進入選拔 |
| 3rd  | 2010年07月07日 | 抱歉，SUMMER        | 抱歉，SUMMER         |                     | 全版本        | ★  | A面曲                       |
| 4th  | 2010年11月17日 | 1!2!3!4! 請多關照!  | 1!2!3!4! 請多關照!   |                     | 全版本        | ★  | A面曲                       |
| 4th  | 2010年11月17日 | 1!2!3!4! 請多關照!  | 秋櫻的記憶           | 白組                | Type-A        | ★  |                             |
| 5th  | 2011年03月09日 | 萬歲Venus           | 萬歲Venus            |                     | 全版本        | ★  | A面曲                       |
| 5th  | 2011年03月09日 | 萬歲Venus           | 愛之數量             | Team KII            | 全版本        | ★  | 首次擔任Center              |
| 6th  | 2011年07月27日 | 翡翠色的沙灘裙      | 翡翠色的沙灘裙       |                     | 全版本        | ★  | A面曲                       |
| 6th  | 2011年07月27日 | 翡翠色的沙灘裙      | 不會停止煙花         | Selection 8         | Type-C        |    |                             |
| 7th  | 2011年11月09日 | Okey Dokey          | Okey Dokey           |                     | 全版本        | ★  | A面曲                       |
| 7th  | 2011年11月09日 | Okey Dokey          | 來唱吧，我們的校歌   | Selection 8         | Type-C        |    |                             |
| 8th  | 2012年01月25日 | 單戀Finally         | 單戀Finally          |                     | 全版本        | ★  | A面曲                       |
| 8th  | 2012年01月25日 | 單戀Finally         | 沉默寡言月           | Selection 8         | Type-C        |    |                             |
| 9th  | 2012年05月16日 | I love you 我愛你！ | I love you 我愛你！  |                     | 全版本        | ★  | A面曲                       |
| 10th | 2012年09月19日 | 即使接吻也是左撇子  | 即使接吻也是左撇子   |                     | 全版本        | ★  | A面曲                       |
| 11th | 2013年01月30日 | 巧克力的奴隸        | 巧克力的奴隸         |                     | 全版本        | ★  | A面曲                       |
| 11th | 2013年01月30日 | 巧克力的奴隸        | 摩托車與側車         | 14克拉              | Type-B 劇場盤 | ★  |                             |
| 12th | 2013年07月17日 | 美麗的閃電          | 美麗的閃電           |                     | 全版本        | ★  | A面曲                       |
| 12th | 2013年07月17日 | 美麗的閃電          | 只有兩個人的遊行     | Team KII            | Type-B        | ★  | Center                      |
| 12th | 2013年07月17日 | 美麗的閃電          | 青春的水花           | 賽艇選拔            | Type-B        |    |                             |
| 12th | 2013年07月17日 | 美麗的閃電          | 來組建樂隊吧         | 魔法樂隊            | Type-C        |    |                             |
| 13th | 2013年11月20日 | 贊成卡哇伊！        | 贊成卡哇伊！         |                     | 全版本        | ★  | A面曲                       |
| 13th | 2013年11月20日 | 贊成卡哇伊！        | 道路為什麼繼續下去？ | 愛知豐田選拔        | 全版本        |    |                             |
| 13th | 2013年11月20日 | 贊成卡哇伊！        | 一直一直在前方的今天 | Selection 18        | 劇場盤        |    |                             |
| 14th | 2014年03月19日 | 未來是什麼？        | 未來是什麼？!        |                     | 全版本        | ★  | A面曲                       |
| 14th | 2014年03月19日 | 未來是什麼？        | GALAXY of DREAMS     | GALAXY of DREAMS    | Type-A        | ★  |                             |
| 14th | 2014年03月19日 | 未來是什麼？        | Mayflower            | 九龍孃              | 除劇場盤      |    |                             |
| 14th | 2014年03月19日 | 未來是什麼？        | S子與測謊器          | Team KII            | Type-C        | ★  | Center                      |
| 14th | 2014年03月19日 | 未來是什麼？        | 我們的羈絆           | SKE48二期生         | 劇場盤        |    |                             |
| 15th | 2013年07月30日 | 笨拙的太陽          | 笨拙的太陽           |                     | 全版本        | ★  | A面曲                       |
| 15th | 2013年07月30日 | 笨拙的太陽          | Coming soon          | 賽艇選拔            | 全版本        |    | Center                      |
| 15th | 2013年07月30日 | 笨拙的太陽          | 就只是朋友           | Selection 10        | 全版本        |    |                             |
| 15th | 2013年07月30日 | 笨拙的太陽          | 再見了 昨天的我      | Team KII            | Type-B        | ★  | Center                      |
| 16th | 2014年12月10日 | 12月的袋鼠          | 12月的袋鼠           |                     | 全版本        | ★  | A面曲                       |
| 16th | 2014年12月10日 | 12月的袋鼠          | I love AICHI         | 愛知TOYOTA選拔      | 全版本        |    |                             |
| 16th | 2014年12月10日 | 12月的袋鼠          | DA DA 機關槍         | Team KII            | Type-B        | ★  | Center                      |
| 16th | 2014年12月10日 | 12月的袋鼠          | 愛的規則             | Four Card           | Type-D        | ★  | Center                      |
| 17th | 2015年03月31日 | 風情萬種塞車中      | 風情萬種塞車中       |                     | 全版本        | ★  | A面曲                       |
| 17th | 2015年03月31日 | 風情萬種塞車中      | 我都知道             |                     | 全版本        |    |                             |
| 17th | 2015年03月31日 | 風情萬種塞車中      | 今夜Join us!         | Team KII            | Type-B        | ★  | Center                      |
| 17th | 2015年03月31日 | 風情萬種塞車中      | 夜的教科書           | Selection 17        | 劇場盤        |    |                             |
| 18th | 2015年08月12日 | 向前衝              | 向前衝               |                     | 全版本        | ★  | A面曲                       |
| 18th | 2015年08月12日 | 向前衝              | 這焦躁使我無能       | Team KII            | Type-B        | ★  |                             |
| 19th | 2016年03月30日 | 膽小鬼LINE          | 膽小鬼LINE           |                     | 全版本        | ★  | A面曲                       |
| 19th | 2016年03月30日 | 膽小鬼LINE          | 接吻位置             | Team KII            | Type-B        | ★  |                             |
| 19th | 2016年03月30日 | 膽小鬼LINE          | 旅途中               | 宮澤佐江和朋友們    | Type-D        | ★  |                             |
| 19th | 2016年03月30日 | 膽小鬼LINE          | 沒有望遠鏡的天文台   | Passion For You選拔 | 全版本        |    |                             |
| 20th | 2016年08月17日 | 金的愛，銀的愛      | 金的愛，銀的愛       |                     | 全版本        | ★  | A面曲                       |
| 20th | 2016年08月17日 | 金的愛，銀的愛      | Happy Ranking        | Rankingirls2016     | Type-A        | ★  |                             |
| 21st | 2017年7月19日  | 意外是芒果          | 意外是芒果           |                     | 全版本        | ★  | A面曲                       |
| 21st | 2017年7月19日  | 意外是芒果          | 畫一個圈             | Team KII            | Type-B        | ★  | Center                      |
| 21st | 2017年7月19日  | 意外是芒果          | 奇蹟的流星雨         | Passion For You選拔 | 全版本        |    |                             |
| 22nd | 2018年1月10日  | 無意識的色彩        | 無意識的色彩         |                     | 全版本        | ★  | A面曲                       |
| 22nd | 2018年1月10日  | 無意識的色彩        | 破曉的野狼           | SAGAMI CHAIN選拔    | Type-B        | ★  |                             |
| 22nd | 2018年1月10日  | 無意識的色彩        | We're Growing Up     | 愛知豐田選拔        | 全版本        |    |                             |
| 23rd | 2018年7月4日   | 突如其來Punchline   | 突如其來Punchline    |                     | 全版本        | ★  | A面曲                       |
| 23rd | 2018年7月4日   | 突如其來Punchline   | 誰的耳朵             | Team KII            | Type-A        | ★  |                             |
| 23rd | 2018年7月4日   | 突如其來Punchline   | 花香交響曲           | Passion For You選拔 | 全版本        |    |                             |
| 24th | 2018年12月12日 | Stand by you        | Stand by you         |                     | 全版本        | ★  | A面曲                       |
| 24th | 2018年12月12日 | Stand by you        | 踢飛之後再給你一吻   | Team KII            | Type-B        | ★  |                             |
| 24th | 2018年12月12日 | Stand by you        | 鄉民們啊             | 愛知豐田選拔        | 全版本        |    |                             |
| 24th | 2018年12月12日 | Stand by you        | 神不會拋下你         |                     | 劇場盤        |    |                             |
| 25th | 2019年7月24日  | FRUSTRATION         | FRUSTRATION          |                     | 全版本        | ★  | A面曲                       |
| 25th | 2019年7月24日  | FRUSTRATION         | 要來玩遊戲嗎？       | Passion For You選拔 | 全版本        | ★  |                             |
| 26th | 2020年1月15日  | 也是有這樣的對吧？  | 也是有這樣的對吧？   |                     | 全版本        | ★  | A面曲                       |
| 26th | 2020年1月15日  | 也是有這樣的對吧？  | 青春的寶石           |                     | Type-D        | ★  | 獨唱曲                      |

AKB48
|      | 發行日期       | 單曲名稱           | 參與歌曲名稱       | 名義                | 收錄於   | MV | 備註                    |
| ---- | -------------- | ------------------ | ------------------ | ------------------- | -------- | -- | ----------------------- |
| 17th | 2010年08月18日 | 無限重播           | 淚之Sea Saw Game   | Under Girls         | 全版本   | ★  |                         |
| 18th | 2010年10月27日 | Beginner           | 專屬於我的Value    | Under Girls         | 全版本   | ★  |                         |
| 20th | 2011年02月16日 | 變成櫻花樹         | 偶然的十字路       | Under Girls         | 全版本   | ★  |                         |
| 21st | 2011年05月25日 | Everyday、髮箍     | 人的力量           | Undergirls          | Type-B   | ★  |                         |
| 22nd | 2011年08月24日 | 飛翔入手           | 不能擁抱你         | Under Grils         | 全版本   | ★  |                         |
| 22nd | 2011年08月24日 | 飛翔入手           | 野菜占卜           | 蔬菜姊妹2011        | 劇場盤   |    |                         |
| 23rd | 2011年10月26日 | 風正在吹           | 你的背影           | Under Girls         | 全版本   | ★  |                         |
| 25th | 2012年02月15日 | GIVE ME FIVE!      | 牧羊人之旅         | Special Girls B     | Type-B   | ★  |                         |
| 26th | 2012年05月23日 | 仲夏的Sounds good! | 仲夏的Sounds good! |                     | 全版本   | ★  | A面曲 首次進入AKB48選拔 |
| 27th | 2012年08月29日 | 格子花紋           | 如此波西米亞       | Under Girls         | Type-B   | ★  |                         |
| 29th | 2012年12月05日 | 永遠的壓力         | 逞強的時鐘         | SKE48               | Type-A   | ★  |                         |
| 32nd | 2013年08月21日 | 戀愛的幸運餅乾     | 想了一下愛的定義   | Under Girls         | 全版本   | ★  |                         |
| 33rd | 2013年10月30日 | 真心電流           | 快速與動體視力     | Under Girls         | 除Type-B | ★  |                         |
| 34th | 2013年12月11日 | 倘若在梧桐樹什麼的 | Escape             | SKE48               | Type-S   | ★  |                         |
| 35th | 2014年02月26日 | 勇往直前           | KONJO              | Talking Chimpanzees | Type-C   | ★  |                         |
| 37th | 2014年08月27日 | 心意告示牌         | 某人投的球         | Under Girls         | 除Type-D | ★  |                         |
| 38th | 2014年11月26日 | 希望無限           | 我想歌唱           | 嘉德麗亞蘭組        | Type-C   | ★  |                         |
| 39th | 2015年03月04日 | Green Flash        | 如果世界在哭泣     | SKE48               | Type-S   | ★  |                         |
| 41st | 2015年08月26日 | Halloween Night    | Halloween Night    |                     | 全版本   | ★  | A面曲                   |
| 43rd | 2016年03月09日 | 你就是旋律         | Gonna Jump         | SKE48               | Type-A   | ★  |                         |
| 45th | 2016年08月31日 | LOVE TRIP/分享幸福 | 光與影的每一天     |                     | 全版本   | ★  |                         |
| 45th | 2016年08月31日 | LOVE TRIP/分享幸福 | 傳說的魚           | Under Girls         | Type-A   | ★  |                         |
| 46th | 2016年11月16日 | High Tension       | 又考慮了你的事情   | Team Vocal          | 劇場盤   |    |                         |
| 47th | 2017年03月15日 | Shoot Sign         | Vacancy            | SKE48               | Type-A   | ★  |                         |
| 48th | 2017年05月31日 | 空有願望           | 空有願望           |                     | 全版本   | ★  | A面曲                   |
| 48th | 2017年05月31日 | 空有願望           | 當時的五百圓硬幣   |                     | Type-C   | ★  |                         |
| 49th | 2017年08月30日 | ＃就是喜歡你       | ＃就是喜歡你       |                     | 全版本   | ★  | A面曲                   |
| 50th | 2017年11月22日 | 11月的腳鏈         | 出乎意料的故事     | 主唱選拔            | 劇場盤   |    |                         |
| 51st | 2018年3月14日  | Ja-Ba-Ja           | 愛的喪期屆滿       | SKE48               | Type-A   | ★  |                         |
| 53rd | 2018年9月19日  | 感傷列車           | 涼鞋成就不了的愛情 | Under Girls         | 全版本   | ★  |                         |

NMB48
|      | 發行日期      | 單曲名稱 | 參與歌曲名稱     | 名義     | 收錄於 | MV | 備註                    |
| ---- | ------------- | -------- | ---------------- | -------- | ------ | -- | ----------------------- |
| 10th | 2014年11月5日 | 真不像我 | 真不像我         |          | 全版本 | ★  | A面曲 首次進入NMB48選拔 |
| 10th | 2014年11月5日 | 真不像我 | 不想成為偶像明星 | Team BII | Type-C | ★  |                         |

### 專輯CD
SKE48
|     | 發行日期       | 專輯名稱           | 參與歌曲名稱   | 名義         | 收錄於     | 備註 |
| --- | -------------- | ------------------ | -------------- | ------------ | ---------- | ---- |
| 1st | 2012年09月19日 | 不會忘記這天的鐘聲 | 責備吧、達令！ | Team KII     | 全版本     |      |
| 1st | 2012年09月19日 | 不會忘記這天的鐘聲 | 鬧情緒的雨夜…… | 精選8        | 全版本     |      |
| 1st | 2012年09月19日 | 不會忘記這天的鐘聲 | 無限重播       | Team KII     | 初回限定版 |      |
| 2nd | 2017年2月22日  | 革命之丘           | 夏天啊，快！   |              | 全版本     |      |
| 2nd | 2017年2月22日  | 革命之丘           | 零基礎         |              | 全版本     |      |
| 2nd | 2017年2月22日  | 革命之丘           | 地平線         | 愛知豐田選拔 | 全版本     |      |

AKB48
|     | 發行日期       | 專輯名稱                     | 參與歌曲名稱      | 名義                    | 收錄於 | 備註 |
| --- | -------------- | ---------------------------- | ----------------- | ----------------------- | ------ | ---- |
| 3rd | 2011年06月08日 | 就是在這裡                   | 就是在這裡        | AKB48+SKE48+SDN48+NMB48 | 全版本 |      |
| 4th | 2012年08月15日 | 1830m                        | 藍天 不會寂寞嗎？ | AKB48+SKE48+NMB48+HKT48 | 全版本 |      |
| 5th | 2014年01月22日 | 未來軌跡                     | 欠JJ的東西        |                         | Type-A |      |
| 6th | 2015年01月21日 | 這裡是羅德斯島、在這裡跳吧！ | 繼續活下去        |                         | Type-B |      |
| 8th | 2017年01月25日 | 點時成菁                     | 有裂痕的鏡子      |                         | Type-A |      |

NMB48
|     | 發行日期      | 專輯名稱                        | 參與歌曲名稱 | 名義     | 收錄於 | 備註 |
| --- | ------------- | ------------------------------- | ------------ | -------- | ------ | ---- |
| 2nd | 2014年8月13日 | 世界的中心是大阪 ～難波自治區～ | 伊維薩女孩   |          | 全版本 |      |
| 2nd | 2014年8月13日 | 世界的中心是大阪 ～難波自治區～ | 輸給了你     | Team BII | Type-B |      |

其他
| 發行日        | 歌手名稱 | 專輯名稱                   | 收錄曲          |
| ------------- | -------- | -------------------------- | --------------- |
| 2016年2月23日 | 野口五郎 | The birth GORO anniversary | 各自的時光 （それぞれの時） |

### 劇場公演分組曲
SKE48
| 公演名稱                                     | 參與歌曲名稱   | 備註             |
| -------------------------------------------- | -------------- | ---------------- |
| Team KII時期                                 |                |                  |
| Team KII 1st Stage「好想見你」公演           | 嘆息的人偶     |                  |
| Team KII 1st Stage「好想見你」公演           | 戀愛計劃       |                  |
| Team KII 1st Stage「好想見你」公演           | 從背後緊緊相擁 |                  |
| Team KII 1st Stage「好想見你」公演           | 里約的革命     |                  |
| Team KII 1st Stage「好想見你」公演           | 裙擺飄飄       |                  |
| Team KII 2nd Stage「手牽手」公演             | 帶我去溫布頓   |                  |
| Team KII 3rd Stage「彈珠汽水的飲用方法」公演 | 十字架         |                  |
| Team KII 3rd Stage「彈珠汽水的飲用方法」公演 | 用眼神告別     | 小木曾汐莉畢業後 |
| Team KII 4th Stage「劇場的女神」公演         | 夜風的惡作劇   |                  |
| Team KII 5th Stage「彈珠汽水的飲用方法」公演 | 用眼神告別     |                  |
| Team KII 5th Stage「彈珠汽水的飲用方法」公演 | 十字架         | 古畑奈和的代演   |

兼任
| 公演名稱                           | 參與歌曲名稱 | 備註 |
| ---------------------------------- | ------------ | ---- |
| NMB48 Team BII兼任時期             |              |      |
| Team BII 3rd Stage「引體後翻」公演 | 曲終人盡     |      |

## 演出

### 電視劇
- 妄想刑警!（2011年2月16日，東海電視台）：飾演 校外旅行中的學生[71]
- 學校怪談 第3集《市松人形》、第12集《赤い部屋》（2012年7月－8月，BeeTV）[72]
- 馬路須加學園3 第8、9話、最終話（2012年9月7日、10月5日，東京電視台）：飾演 女囚[73]
- 手機驚悚劇場（2014年3月31日，BS-TBS）：飾演 夏目加奈子[74]
- 金Toku 特別篇 名古屋出發！直播劇《喜劇 女兒出嫁的日子》（2014年5月9日，NHK綜合台、NHK名古屋放送局）：飾演 丹羽美沙希[75]
- AKB恐怖夜 腎上腺素之夜 第14集《影片投稿》（2015年11月19日，TELASA、朝日電視動畫）：飾演 園美（單篇主演）[76]
- AKBLove夜 恋爱工厂（日语：AKBラブナイト 恋工場） 第16集《黑暗中的捉迷藏》（2016年6月9日，TELASA、朝日網絡電視台）：飾演 Minami（單篇主演）[77]
- 陪酒須加學園 第8、9話（2016年12月25日、2017年1月8日，日本電視台）：飾演 陪酒女郎[78]
- 黃金大人～回到名古屋～ 第1集（2017年1月14日，CBC電視台）：飾演 高島光（高島ひかり）[79]
- 豆腐職業摔角（2017年1月22日－7月2日，朝日電視台）：飾演 高柳明音/飛鳥高柳[80]
- 職場王子 第3夜（2017年3月30日，東海電視台）：飾演 萌音（主演）[81]
- 名站1丁目1番1號 ～連結人與幸福的地方～（2017年5月13日，中京電視台）：飾演 西尾理子[3]
- SICK'S 霸乃抄 ～內閣情報調查室特務專項專從係事件簿～ 第七集（2019年4月6日，Paravi）：飾演 高柳明音（本人）[82]
- 中京電視台×愛貝克思經紀 共同製作企劃第一彈 戲劇×沉浸式劇場《獻上愛意自攝影棚》（2022年7月2日－9日，中京電視台）：飾演主持人 四之宮[83]
- 17歲的導演～名古屋行最終列車 大垣篇～（2023年2月12日－19日，名古屋電視台）：飾演 水饅頭店的女兒[84]
- 我推成為了上司（2023年10月5日－12月21日，東京電視台）：飾演 惠子（ケイコ）[85]
- 高杉家的愛心便當（2024年10月3日－12月5日，日本電視台）：飾演 丸宮麻子[86]
- 辣妹刺客 第7集（2024年10月16日，東京電視台）：飾演 杉本真理奈（杉本まりな）[87]

### 電影
- 我們的明日（2014年4月5日，T-JOY）[88]
- 淨靈偵探（2015年7月18日，Best Brain）：飾演 鹿篭百合香（主演）[89]
- ONLY SILVER FISH WATER TANK OF MARY'S ROOM（2018年11月24日，Best Brain）：飾演 戴頸圈的女人[90][91]
- 從沒哭過什麼的，真是個大騙子（2021年2月27日，SPOTTED PRODUCTIONS）[92]
- 不要降幕！（2023年1月20日，Showgate）[93]

### 電視動畫
- 八十龜觀察日記 第1季 第5集（2019年5月2日，愛知電視台、TOKYO MX）- 劇中旁白[94]

### 舞台劇
- 朗讀劇 尾巴的夥伴們 「我是隻狗。」／「小雪、小春和小太郎」（2012年12月19日，全勞濟會館（日语：スペース・ゼロ））：飾演 のぞみ／小春[95]
- 朗讀劇尾巴的夥伴們 3 「小雪、小春和小太郎」／「狗的畢業」（2013年11月30日，天王洲 銀河劇場）：飾演 小春／Coco[96]
- 朗讀劇「我腦海中的橡皮擦」 6th Letter（2014年6月2日、3日，天王洲 銀河劇場）：飾演 薰[97]
- 舞台劇「AKB49〜戀愛禁止條例〜」（2015年3月14日、15日，中日劇場）：飾演 岡部愛[98]
- 星光樂園 現場音樂劇「Pripara」— 送給大家！Prism☆Voice （2016年2月4日－7日，Zepp Blue Theater六本木（日语：Zeppブルーシアター六本木））：飾演 青井眼鏡姐[99][100]
  - 星光樂園 現場音樂劇「Pripara」— 送給大家！Prism☆Voice 2017（2017年1月26日－29日，Zepp Blue Theater六本木）：飾演 青井眼鏡姐[101]
- 舞台「ReLIFE」（2016年9月8日－14日，日光劇場）：飾演 狩生玲奈[註 5][102][103]
- ONLY SILVER FISH（2018年1月6日－17日，紀伊國屋會堂）[90]
- 斬劇「戰國BASARA 第六天魔王」（2018年3月2日－11日，東京AiiA劇場／16日－18日，森之宮Piloti Hall）：飾演 阿市[104]
- LADY OUT LAW!（2018年9月19日，品川王子大飯店 eX俱樂部）- 擔任日替銷售員[105]
- 少爺組參上～少爺與浪漫～（2018年10月6日－21日，三越劇場）：飾演 篠田琴子[註 6][106][107]
- +GOLD FISH（2019年5月10日－19日，紀伊國屋會堂）[108]
- 斬劇「戰國BASARA」天政奉還（2019年7月12日－21日，HULIC HALL東京／26日－28日，梅田藝術劇場 話劇城）：飾演 阿市[109]
- 博多座開場20周年紀念公演「無仁義之戰〜她們（女人們）的殊死戰鬥篇～」（2019年11月16日－24日，博多座）：飾演 上田透（伊吹吾郎）[110]
- 「山口ちはる」製作「單純明快的愛情故事」（2020年7月23日－26日，本多劇場）[111]
- PARCO劇場開幕系列《「情書」》日本版30週年特別公演（2020年8月21日，PARCO劇場）：飾演 梅莉莎·嘉德納[112]
- 瀨尾拓也製作《QUINTET～遊戲公司SHIMAZ命運的10天～》（2020年9月29日－10月4日，東新宿Atelier Fanfare）：飾演 明里[113]
- 「山口ちはる」製作特別公演～小千一起來直播吧～《媽媽漫才》（2021年3月5日－14日，線上配信公演）[114]
- 神宿緋扇（2021年6月17日－25日，新宿FACE）：飾演 祇夕[115]
- RUST RAIN FISH（2021年9月27日－10月1日，紀伊國屋書店 高島屋／10月16日－17日，COOL JAPAN PARK OSAKA TT會館）：飾演 園田（Team White）[116]
- 30-DELUX 名古屋動作俱樂部 MIX《無名 2021》（2021年12月9日－12日，中川文化小劇場／17日－19日，近鐵藝術館／25日－28日，新國立劇場 小劇場）：飾演 朱雀[117]
- 冤罪執行遊戲Yurukill the stage（2022年4月23日－5月1日，日本消防會館）：飾演 莇莉娜[118]
- 追想・地獄變（2022年7月16日－24日，墨田公園劇場倉）[119]
- 「不要落幕！」LIVE Produced by 30-DELUX（2022年8月6日－7日，讀賣大手町會館／10日－12日，中川文化小劇場／17日－21日，COOL JAPAN PARK OSAKA TT會館）：飾演 黃昏[120]
- Nosaka Lab「The Hollow」（2023年5月3日－8日，三越劇場）：飾演 蜜琪・哈維[121]
- Ki上的空論 10週年紀念公演《溺於多次群青之中》（2023年7月5日－9日，紀伊國屋Hall）：主演 川邊泰拉（與町田慎吾雙主演）[122]
- TakuFes第11彈《晚餐》（2023年10月7日，飯能市市民會館大禮堂／10月15日，電力大廳／11月16日－19日，梅田藝術劇場 戲劇城／11月24日－25日，道新大廳／12月1日－3日，名古屋市公會堂／12月8日－17日，日光劇場）：飾演 山科舞子（與入山杏奈雙卡司）[123][124]
- 方南組企劃公演《回來吧！伊賀的新娘 其六》之〈對啊！We’re Alive〉篇（2024年1月17日－21日，俳優座劇場）[125]
- ACTORS STAND vol.1《無垢之輩》（2024年4月17日－21日，赤坂RED/THEATER）：飾演 松尾[126]
- 恐怖驚魂夜 ～THE LIVE～（2024年6月20日－23日，1010劇場／6月28日－30日，COOL JAPAN PARK OSAKA TT Hall）：飾演 小松繪美理[127]
- 枕詞（2024年7月4日－8日，Owlspot劇場）：飾演 美谷島司[128][129]
- Ki上的空論 獸三作 最終章《在綠園祈禱的那孩子是野獸》（2024年9月11日－16日，本多劇場）[130]
- Mystery Theater vol.2《Star Ride Order 2》（2024年12月29日，Blue Square四谷）[131]
- 舞台《午夜零時的電台局－滿月的SAGA－》（2025年5月29日－6月10日，博品館劇場／6月13日－15日，佐賀市文化會館 中廳）：飾演 清水杏慈英凜華[132]
- ZuZu製作10週年紀念公演第2彈《戴安娜～各自的戴安娜～》（2025年9月3日－15日，橫濱紅磚倉庫1號館 3樓大廳）[133]

### 電影動畫
- 可可夜總會（2018年3月16日，迪士尼／皮克斯）：聲演 墨西哥街頭樂隊的女性成員（日語配音）[134]

### 電視節目
- 高柳明音（SKE48）的「請給我一雙翅膀」（2013年11月20日－2014年9月24日，BS富士）
- 高柳明音（SKE48）的給我更多的翅膀（2014年10月27日－2015年1月26日，BS富士）
- SKE48 ZERO POSITION 〜TEAM斯巴達！另類能力地下決鬥〜（2014年11月15日－2021年5月15日，TBS電視台1）[註 7][135]
- 電影MANIA（2016年1月13日－2021年3月27日，東海電視台）[136]

### 廣播節目
- 高柳明音（SKE48）的心照不宣（2013年4月6日－2015年3月28日，FM東京）[137]
- SKE48在岐阜縣也是道地的哦！（2013年7月1日－2014年3月31日，岐阜縣廣播局）
- 高柳明音的S極N極（滋賀）（2014年11月4日－2016年9月17日，FM滋賀）[註 8]
- 高柳明音（SKE48）的界限突破（2017年5月1日－22日，Crimson FM）
- 高柳明音的有生之年（2015年4月4日－，日本廣播電台）
- SKE48高柳明音的All Night Nippon 0(ZERO)（2021年4月4日，日本放送）[138][139]
- 高柳明音、若井友希のやおだがね !（2022年3月30日－，CBC電台）[註 9]

### 網絡節目
- 古柳の不安定でいきませう。（2014年3月18日－2015年3月19日，Niconico生放送）
- 古柳の不安定で不器用にいきませう。（2014年7月29日，Niconico生放送）
- 高柳明音的暴走局（2014年7月30日，AmebaStudio）
- 原宿☆GOROちゅりカフェ（2015年11月20－，AmebaFRESH!）[140]

### 廣告
- Aleph（2010年5月17日－24日，愛知電視台限定播放7回）
- ASBee「ASBee100×SKE48」（2010年10月）
- Kagome「野菜一日これ一本」（2011年7月2日－）-「野菜姊妹」，飾演：紫捲心菜
- 丸美屋食品工業
  - こだわり食感ふりかけ（2014年10月28日－）
  - はらぺこふりかけ（2015年9月－）[141]

### 音樂錄影帶
- ZYUN.《雨の日に逢いたくなるのはいつも君だけ。》（2018年）[142]

### 遊戲
- 與你一起2（2012年5月－6月）：飾演 本人[143]

### 其他
- 湯姆與傑利 DVD 傑作集（2010年7月1日，PIA）- 特典影片《森林真快樂 推特鵝》，飾演：推特鵝（Tweety）

### 活動
- 高柳明音 in 豪斯登堡脫口秀（2014年7月25日，豪斯登堡景點小鎮 MUSE HALL）
- 豆腐摔角 The REAL 2017 WIP CLIMAX in 後樂園會館（2017年8月29日，後樂園會館）：飾演「鳥」高柳[144]
- 豆腐摔角 The REAL 2018 WIP QUEENDOM in 愛知縣體育館（2018年2月23日，愛知縣體育館）：飾演「鳥」高柳[145]

#### ちゅり相機展
高柳拍攝的攝影展「Churi相機展」（ちゅりカメラ展），主要展示SKE48成員及鳥類的照片。
- 「ちゅりカメラ展 in Sunshine60 展望台」（2014年3月8日－18日，Sunshine60展望台）- 首次個人攝影展[146][147]
- 「ちゅりカメラ展 in Sunshine60 展望台」（2014年11月5日－18日，Sunshine60 展望台）[148]
- 「ちゅり相機展 in 新宿高島屋 〜相連的心情〜」（2015年12月26日－2016年1月19日，高島屋新宿店）[149][150]
- 「I♡BIRD ちゅり相機展 in 橫濱」（～帶來幸福～小鳥藝術節 in 橫濱 內，2017年8月31日－9月5日，京急百貨店）[151]
- 《無意識的色彩》發售紀念「ちゅり相機展 in 名古屋 PARCO」（2017年12月15日－2018年1月14日，名古屋 PARCO）
- 《無意識的色彩》發售紀念「ちゅり相機展 IN WONDER PHOTO SHOP」（2018年1月6日－14日，FUJIFILM WONDER PHOTO SHOP）[152]
- 《突如其來Punchline》發售紀念「ちゅり相機展 in WONDER PHOTO SHOP」（2018年8月2日－8日，富士軟片 WONDER PHOTO SHOP）[153]
- 《Stand by you》發售紀念「ちゅり相機展 in WONDER PHOTO SHOP」（2019年1月5日－16日，富士軟片 WONDER PHOTO SHOP）[154]
- 「I♡BIRD ちゅり相機展 in 橫濱」（小鳥藝術節 in 橫濱 內，2019年8月2日－14日，京急百貨店）[155]
- 《FRUSTRATION》發售紀念「ちゅり相機展 in WONDER PHOTO SHOP」（2019年8月20日－29日，富士軟片 WONDER PHOTO SHOP）[156]
- 「SKE48 展板展 -We love 高柳明音- by ちゅり相機展」（2019年10月11日－11月10日，淘兒唱片 名古屋 PARCO 店）[157]
- SKE48 第26張單曲《也是有這樣的對吧？》發售紀念「ちゅり相機展 in WONDER PHOTO SHOP」（2020年2月14日－24日，富士軟片 WONDER PHOTO SHOP）[158]

## 書籍

### 寫真集
- Churi（；2015年9月29日，光文社）[159]
- 總有一天想起來的事情。（いつか、思い出したいこと。；2020年3月4日，光文社）[160]
- 茜色的天空（あかねのそら；2025年3月15日，avex management agency）[161][162]

### 寫真書
- Churi folder（2017年3月31日，SHIMAUMA Print）[163]

### 雜誌連載
- 月刊ENTAME（2012年3月30日－，德間書店）
  - 「ちゅりメシ」（2012年3月30日－2015年2月28日）- 與一位嘉賓成員共同連載
  - 「ちゅりチャレ」（2015年4月30日－）
- cookpad news「SKE48高柳明音的料理課」（2019年4月17日－2020年2月12日，COOKPAD）[164]
- DOKUSO MAGAZINE web「高柳明音的感受・獨立電影」（2020年11月25日－，DOKUSO映畫館）[165]

### 雜誌書
- ARTIST FILE 2 BIG ONE GIRLS SCREEN特編版（2010年3月6日，近代電影社）ISBN 978-4764882492
- ARTIST FILE 2 BIG ONE GIRLS NO.002 SCREEN特編版（2010年6月30日，近代電影社）ISBN 978-4764882560
- B.L.T.U-17 Vol.15 Sizzleful Girl 2010 Summer（2010年8月5日，東京新聞通信社）ISBN 978-4863361034
- ENTAME genic Side a（2017年8月18日，德間書店）[166]

## 外部連結
- 高柳明音官方網站（日語）
- 舊官方網站（日語）
- 愛貝克思娛樂個人介紹頁 （页面存档备份，存于）（日語）
- SKE48個人介紹頁 （日語）
- NMB48個人介紹頁（日語）
- 高柳明音的X（前Twitter）（2015年5月21日－）（日語）
- 高柳明音的Instagram帳戶（2017年2月22日－）（日語）
- 高柳明音官方部落格（日語）
- 高柳明音 官方755 （页面存档备份，存于）（日語）
- 高柳明音的SHOWROOM專頁（日語）